# 창원 최윤덕 묘역
창원 최윤덕 묘역(昌原 崔潤德 墓域)은 대한민국 경상남도 창원시 의창구 북면 대산리에 있는, 조선 전기의 무신 유곡 최윤덕(1376∼1445) 장군의 묘이다. 1992년 10월 21일 경상남도의 기념물 제121호로 지정되었다.

## 개요
조선 전기의 무신 유곡 최윤덕(1376∼1445) 장군의 묘이다.
19세 때 무과에 급제한 뒤 여러 관직을 거쳤다. 세종 6년(1434)에 대마도의 왜구를 소탕하고 황해도와 평안도 일대의 여진족을 물리친 공로를 인정받아 무인으로서 좌의정에까지 올랐다. 어려서부터 힘이 세고 활을 잘 쏘았는데, 어느날 소에게 풀을 먹이고 산에 갔다가 호랑이를 만나 화살 하나로 쏘아 죽였다는 일화가 전해진다.
묘 아랫부분은 커다란 화강석을 사용하여 2단으로 쌓고 그 위에 흙으로 둥글게 봉분을 만들었다. 묘의 좌우에는 문인석이 2기 있고, 묘의 뒤편에는 부인의 묘로 추정되는 같은 형태의 봉분이 하나 더 있다.

## 같이 보기
- 최윤덕

## 참고 문헌
- 창원 최윤덕 묘역 - 국가유산청 국가유산포털